# Paranicomia leucoma
Paranicomia leucoma is een keversoort uit de familie boktorren (Cerambycidae). De wetenschappelijke naam van de soort is voor het eerst geldig gepubliceerd in 1872 door Lacordaire.